# Svartabborrtjärnen (Bodums socken, Ångermanland, 710165-151230)
Svartabborrtjärnen är en sjö i Strömsunds kommun i Ångermanland och ingår i Ångermanälvens huvudavrinningsområde.